# Liolaemus schroederi
Liolaemus schroederi este o specie de șopârle din genul Liolaemus, familia Tropiduridae, descrisă de Müller și Hellmich 1938. Conform Catalogue of Life specia Liolaemus schroederi nu are subspecii cunoscute.